# Bieszków
Bieszków – wieś w Polsce położona w województwie lubuskim, w powiecie żarskim, w gminie Jasień.
W latach 1975–1998 miejscowość administracyjnie należała do województwa zielonogórskiego.
Według danych z 1 stycznia 2011 roku wieś miała 140 mieszkańców. 